# Epidemia strachu
Contagion – Epidemia strachu (ang. Contagion, 2011) – amerykański thriller science-fiction zrealizowany w koprodukcji z Zjednoczonymi Emiratami Arabskimi, w reżyserii Stevena Soderbergha.
Zdjęcia kręcono w Hongkongu, Makau, Chicago, Atlancie, San Francisco, Londynie i Genewie.
Światowa premiera filmu miała miejsce 3 września 2011 roku, podczas 68. MFF w Wenecji, gdzie obraz prezentowany był w ramach pokazów pozakonkursowych.

## Opis fabuły
Zmutowany śmiertelny wirus, przenoszony drogą powietrzną, zakaża i zabija zaatakowane osoby w ciągu kilku dni. Epidemia rozwija się szybko, wraz z nią wszechogarniający strach, a lekarze i naukowcy na wszystkich kontynentach próbują znaleźć lekarstwo i opanować panikę, która rozprzestrzenia się jeszcze szybciej, niż sam wirus. Pierwszą zakażoną osobą okazuje się Beth Emhoff (Gwyneth Paltrow), która po nagłej chorobie umiera, pozostawiając męża Mitcha (Matt Damon). Tymczasem zespół naukowców próbuje znaleźć szczepionkę na śmiertelnego wirusa, analizując dokładnie życiorys zmarłej. W skład zespołu wchodzi dr Erin Mears (Kate Winslet) i dr Ellis Cheever (Laurence Fishburne). W Europie z epidemią walczy dr Leonora Orantes (Marion Cotillard).

## Obsada
- Matt Damon jako Mitch Emhoff
- Kate Winslet jako Doktor Erin Mears
- Marion Cotillard jako Doktor Leonora Orantes
- Gwyneth Paltrow jako Beth Emhoff
- Laurence Fishburne jako Doktor Ellis Cheever
- Enrico Colantoni jako Dennis French
- Jude Law jako Alan Krumwiede
- Bryan Cranston jako Haggerty
- Jennifer Ehle jako Ally Hextall
- Sanaa Lathan jako Pani Cheever
- Demetri Martin jako Tatanga
- Amr Waked jako Rafik
- Elliott Gould jako Doktor Ian Sussman
- Chin Han jako Sun Feng
- John Hawkes jako Roger
- Daria Strokous jako Irina

i inni